# Darbandichan
Darbandichan (arab. دربندخان) – miasto w Iraku, w muhafazie As-Sulajmanijja. W 2009 roku liczyło 37 630 mieszkańców.